# Jegor Rozen

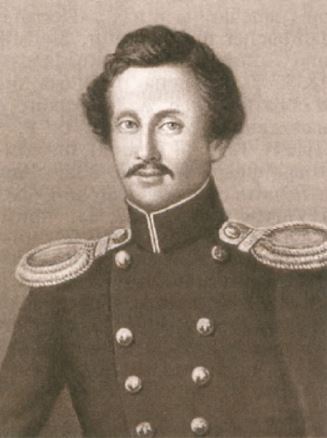
Jegor Rozen

Jegor Fjodorovitj Rozen (ryska: Егор Фёдорович Розен, Karl Georg Woldemar von Rosen), född 28 december (gamla stilen: 16 december) 1800 i Reval, död 6 mars (gamla stilen: 23 februari) 1860 i Sankt Petersburg, var en rysk baron och författare. 
Rozen tillhörde i yngre år ett kavalleriregemente och tog avsked som ryttmästare. Han skrev bland annat dramer och librettot till den av Michail Glinka komponerade operan Zjizn za tsarja (Livet för tsaren, 1836).